# Luz Marina Becerra
Luz Marina Becerra Panesso (Chocó, c. 1974) es una trabajadora social colombiana, defensora de los derechos de las personas afrodescendientes desplazadas.

## Trayectoria
Nació en los años 1970 en el Chocó. Como trabajadora social, se especializó en intervención y gerencia social. Se convirtió en defensora de los derechos de las personas afrodescendientes colombianas desplazadas de sus territorios ancestrales por el conflicto armado.
En 1999 fundó en Bogotá, junto con Marino Córdoba, la Asociación Nacional de Afrocolombianos Desplazados (Afrodes). En 2007, Becerra fundó La Comadre o Coordinación de Mujeres Afrocolombianas Desplazadas en Resistencia que ha llegado a contar con 7000 mujeres en toda Colombia. Esta organización da cobertura a las mujeres negras que han sufrido las consecuencias de la guerra, especialmente violencia sexual y las desapariciones forzadas de sus hijos.
Para ello, Becerra ha documentado las consecuencias que la guerra le ha provocado al pueblo negro, sobre todo a quienes han sido desplazados de sus territorios en el andén Pacífico. Los informes y documentos técnicos que obtiene, se los entrega a la Corte Constitucional  y a otras entidades tanto colombianas, como la Unidad de Búsqueda de Personas dadas por Desaparecidas, como internacionales, como la Comisión Interamericana de Derechos Humanos (CIDH). Además, desde esta organización Becerra ha trabajado para lograr que las mujeres se empoderen desde el punto de vista político de las mujeres.
Por su labor como defensora de derechos humanos, ha sufrido varios intentos de asesinato, llegando a tener que huir a Estados Unidos tras el atentado que sufrió en 2011.

## Reconocimientos
ONU Mujeres incluyó a Becerra en su documental Mujeres que Hacen Paz en Colombia. En 2019 el diario El Espectador y la Fundación Color de Colombia nominaron a Becerra como Afrocolombiana del año en la categoría Social.
En 2021 fue reconocida con el Premio Nacional a la Defensa de los Derechos Humanos en Colombia en la categoría Defensora del año.